# Ichneumon subannulatus
Ichneumon subannulatus là một loài tò vò trong họ Ichneumonidae.